# پل دختر کرج
پل دختر کرج که با نام پل سلیمانیه و پل شاه عباسی هم شناخته می‌شود از سازه‌های دوره صفویه است که بر روی رودخانه کرج ساخته شده‌است. این پل بر بقایای پلی کهن‌تر منسوب به دوره سلجوقی و به نام پل خاتون ایجاد شده‌است و بازسازی آن در دوره صفوی به این سازه نمای پل‌های دوره صفوی را داده است. این اثر که با نام پل دختر کرج با در فهرست آثار ملی ایران به ثبت رسیده، در سالیان گذشته بازسازی و مرمت شده‌است به گونه‌ای که شکل نخستین آن تا اندازه‌ای دگرگون شده‌است. این پل هم اکنون نیز به مرمت نیاز دارد.
پل تاریخی کرج که در بخش خاوری شهر کرج و در کنار ساختمان تاریخی صمصام منسوب به دوره سلجوقی قرار گرفته‌است، به دلیل چشم‌انداز شهری آن توانایی تبدیل به منطقه گردشگری را داراست.
پل دختر در ابتدای ورودی جاده چالوس بعد از سینما هجرت واقع شده است.

## ویژگیهای فنی

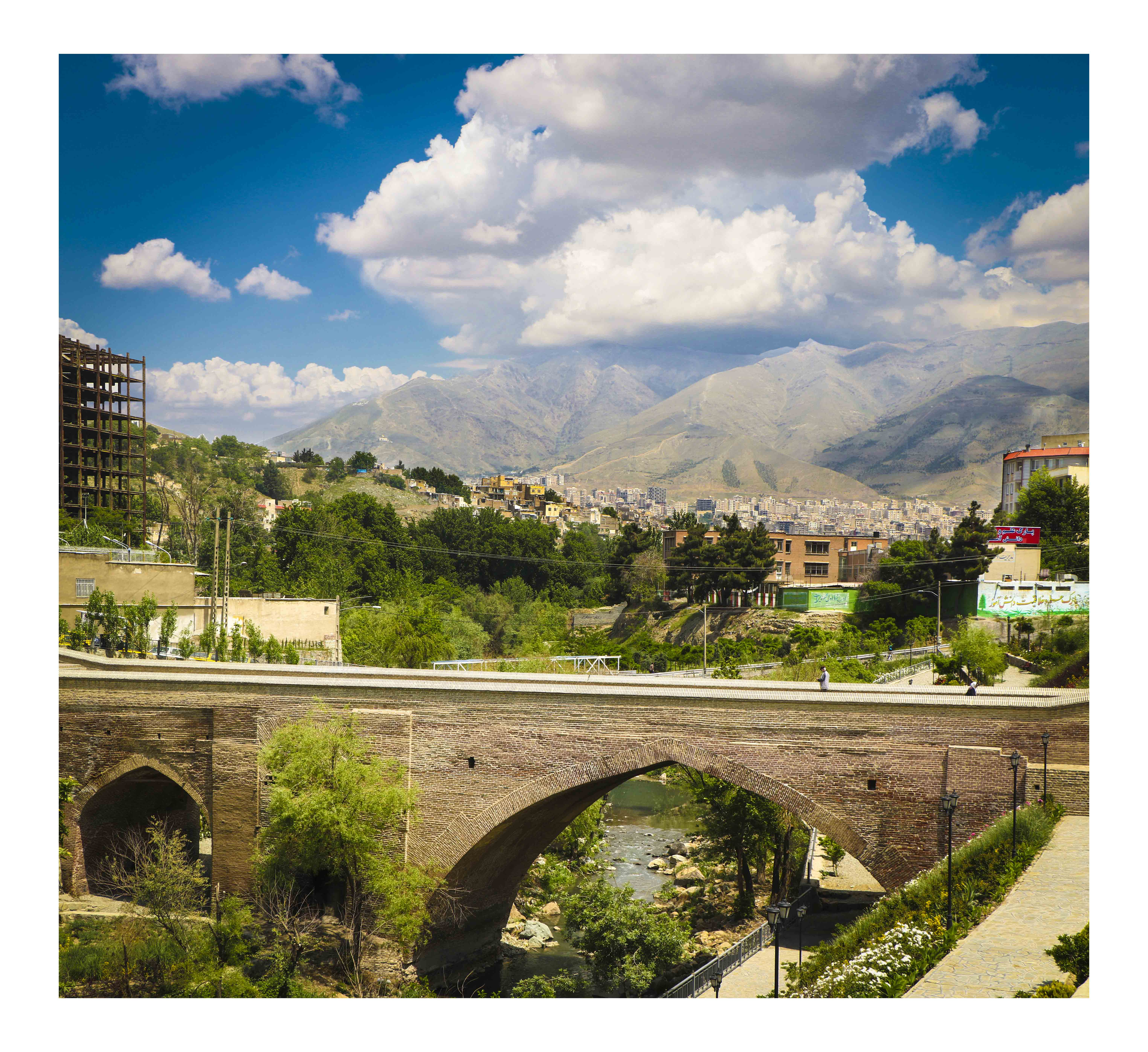

درازای پل نزدیک به ۶۱ متر و پهنای آن بیش از ۷ متر است. پایه میانی پل، جرز قطوری است که دهانه‌هایی در درون آن و در دو طبقه (روی هم رفته چهار دهانه) جایگزین شده تا گذشته از آزاد کردن پل از بار افزون، بخشی از جریان رود در هنگام طغیان را از خود رها کند و از فشار آب بر سطح پایه جلوگیری شود. دهانه‌های بالایی از راه راهروهایی به دهانه بزرگ و کوچک کناری پیوند دارد. طاق دهانه‌های بزرگتر با کمان نیم دایره اجرا شده‌است، در حالی که کمان دهانه‌های طبقه دوم، به شکل جناغی است. راه دسترسی به دهانه‌های طبقه دوم، از طریق راه پله‌ای است که در دهانه کوچک جایگذاری شده‌است. این دهانه‌ها همچنین محلی برای استراحت و اتراق به‌شمار می‌رفته است. ستون‌های کناری پل، به جای استوار شدن بر بستر رودخانه بر صخره‌ها و شیب دو سوی رودخانه قرار گرفته‌است و بیشتر از قلوه سنگ و ملات ساروج ساخته شده‌است اما بدنه اصلی پل با آجر بنا شده‌است. به ویژه طاق دهانه بزرگتر با دو لایه آجر ساخته شده‌است. سازه اصلی و باربر که به صورت پله‌ای از پایه تا تاج طاق ادامه دارد، با سه پله به نقطه بالایی پل می‌رسد و برای پر کردن سطح پله‌ای و ناصاف آن طاق دومی ساخته شده‌است. روی هم رفته، نمای پل به سبب کمان بزرگ آن، دارای شکوه چشمگیری است و چشم‌انداز زیبایی را بر روی رودخانه کرج پدیدمی‌آورد.

## پیشینه تاریخی

پل کرج در سال ۱۲۶۱

حمدالله مستوفی، از رودخانه کرج و پلی با یک طاق به نام پل خاتون یاد می‌کند که به نام زبیده خاتون، همسر محبوب هارون‌الرشید، نامگذاری شده‌است. زبیده خاتون بناهای بسیاری در راه حج (خراسان به مکه) ساخت. با نگاه به بخش اصلی پل دختر کرج که یک دهانه طاقدار بزرگ است، و دیگر اینکه آثار و بقایای مواد و مصالح متعلق به دوران پیش از عصر صفوی هنوز در آن قابل تشخیص است، احتمال می‌دهند که این پل همان پل مورد نظر حمدالله مستوفی است که در دوره صفوی با دگرگونی اندکی بازسازی شده باشد.
با این حال برخی آن را مربوط به دوره سلجوقیان در سده‌های پنجم و ششم هجری می‌دانند که در آن زمان از طریق این پل پیوند میان ری با قزوین و باختر را برقرار می‌شده‌است. به هر روی در این که این پل در دوران صفوی بازسازی شده و دگرگونی بنیادین داشته‌است، تردیدی نیست.

## عدم بازسازی بموقع و مناسب پل
این پل به مرور زمان و بر اثر عوامل طبیعی از جمله جاری شدن سیل و ریزش باران دچار فرسودگی شدید شده و به دلیل کاهش استحکام پایه‌های آن در معرض فرو ریختن و نابودی بوده‌است.
در سال ۱۳۸۸ بازسازی و بهسازی پل آغاز شد. برای فراهم ساختن بازدید و گذر گردشگران روی این پل تاریخی و بکارگیری از فضای پیرامون پل که دربرگیرندهٔ رودخانه و بستری سبز است ساماندهی روی پل انجام گرفت. بدین منظور پل در حال سنگفرش شدن است و همچنین دو جان پناه در دو سوی پل جاسازی شده و دو پلکان ورودی برای آمد و شد در دو سوی پل انجام شده‌است.
به دلیل مرمت غیر اصولی در سال ۸۸ این پل در سال ۹۹ دوباره ریزش کرد. مرمت این پل به ۴ میلیارد تومان بودجه نیاز داشت که قرار شد استانداری، شهرداری و میراث فرهنگی هرکدام ۵۰۰ میلیون تومان پرداخت کنند که تا آخر سال ۱۴۰۰ هیچکدام پرداخت نکردند. اما با پیگیری اهالی محترم حصار از سال ۱۴۰۱ تاکنون مرمت این بنای تاریخی به طول انجامید .